# Alimento prebiótico
Los  prebióticos son una clase de alimentos funcionales, definidos como ingredientes de la comida no digeribles que son utilizados por la microbiota intestinal. Estimulan de forma selectiva el crecimiento de una o más cepas de las bacterias presentes en el tracto intestinal, mayormente en la parte del colon. Son compuestos de gran tamaño que no son digeridas por las enzimas del tracto y alcanzan el intestino grueso donde son degradados por la microflora modificando su composición y actividad, logrando una mejora en la salud y el bienestar del huésped.

## Historia
El concepto de prebiótico data de los años 1980, época en la que se identificaron fibras de la dieta compuestas por hidratos de carbono no digeribles por el humano, tales como el almidón resistente, polisacáridos no almidonados (celulosas, hemicelulosas, pectinas, gomas y mucílagos) y oligosacáridos tales como los fructooligosacáridos (FOS, subgrupo de la inulina con un grado de polimerización menor o igual a diez) galactooligosacáridos (GOS, con un grado de polimerización de entre dos y ocho) y xilooligosacáridos (XOS con un grado de polimerización entre dos y diez) que promueven el desarrollo de determinadas bacterias del tracto intestinal.

## Características
Los prebióticos son capaces de enriquecer la microbiota intestinal con cepas de bacterias pertenecientes a los géneros Lactobacillus y Bifidobacterium. Muchas de sus especies son capaces de excretar de forma natural antibióticos los cuales tienen diferentes actividades en el organismo como defensa contra patógenos.
Las características fundamentales que deben cumplir los alimentos para considerarse prebióticos son:
- Ser resistentes a la acidez gástrica, no ser absorbidos ni hidrolizados por las enzimas en el tracto gastrointestinal alto.
- Debe ser fermentado selectivamente por un número limitado de bacterias potencialmente beneficiosas para el intestino, por ejemplo bifidobacterias y lactobacilos.
- Modificar la microflora colónica volviéndola saludable, por ejemplo, reduciendo el número de organismos putrefactivos e incrementando las especies beneficiosas.[5][6]

Aquellos microorganismos intestinales que contribuyen a la salud y bienestar se denominan probióticos.
Es así que los prebióticos estimulan a los probióticos y estos confieren beneficios a la salud del hospedador.

### Ejemplos de fibras prebióticas:
- Inulina: es un fructano (oligosacárido) presente en una gran variedad de plantas como el puerro, ajo, cebada, banana etc. Tienen diversos usos en la industria alimentaria como sustituto del azúcar o de grasas.[5]
- Galactooligosacáridos: las más frecuentes en alimentos de origen vegetal son la rafinosa, estaquiosa y verbascosa, presentes entre otros alimentos en las legumbres. En la industria alimentaria suelen usarse como espesantes.[5]
- Sustancias peptídicas: engloban a un grupo asociado a la hemicelulosa, en la industria alimentaria se usan como espesantes gracias a su capacidad de absorción de agua.[5]
- Oligofructosa: se obtiene de la hidrólisis parcial de la inulina, se encuentra en alimentos como la banana, el ajo, la cebolla o en cereales. Por sus características en industria se usa para hacer productos de categoría "light" como yogures, leches fermentadas o helados entre otros.[5]

## Usos y beneficios
La microbiota intestinal, a partir de los prebióticos, genera productos fermentados tales como ácidos grasos de cadena corta (acetato, ácido propiónico, ácido butírico), son ácidos grasos volátiles que tienen efectos beneficiosos en el organismos. Los AGCC son responsables del PH ácido del intestino facilitando la instauración de la microbiota beneficiosa e impidiendo el desarrollo de bacterias patógenas. El butirato aporta energía en forma de sustratos a los colonocitos, estimula el crecimiento y la diferenciación de estas células además de ser útil en la prevención de varios tipos de cánceres (especialmente el de colon), además, se conoce que estimula la producción de moco en el intestino. El ácido propiónico se metaboliza en el hígado y es capaz de inhibir la síntesis de colesterol bloqueando la actividad de la HMG-CoA reductasa, enzima limitante en dicha síntesis. Por último, el ácido acético es metabolizado por los tejidos periféricos proporcionando energía y es precursor de ácidos grasos y cuerpos cetónicos en el hígado.
Los beneficios derivados del aumento de una masa bacteriana beneficiosa son el incremento de la actividad metabólica bacteriana, lo que conduciría a la utilización por parte de las bacterias de compuestos potencialmente tóxicos para el organismo. Además, la bajada del PH en el intestino favorece a la motilidad del colon reduciendo el tiempo de tránsito intestinal y evitando el estreñimiento.
En general los prebióticos son hidratos de carbono, sin embargo existen recientes evidencias de que ciertos polifenoles podrían poseer características de prebióticos. Uno de los mejores hidratos de carbono ‘no digestibles’ investigados es la lactulosa (se trata de un azúcar compuesto por los azúcares naturales fructosa y galactosa). La lactulosa es en sí misma una sustancia prebiótica. En esta categoría de alimentos prebióticos se encuentran la fibra alimentaria, los fructooligosacáridos y la inulina. Todas estas moléculas pueden formar parte de la composición intrínseca de los alimentos o añadirse a los mismos (alimentos funcionales). Los alimentos prebióticos que mejor definen esta función son los hidratos de carbono similares a la inulina y se usan en la industria alimentaria como sustitutos de azúcares y grasas; debido a su sabor neutro y a su moderada solubilidad en agua suelen aportar a los alimentos cuerpo y palatabilidad, de forma que estabilizan la formación de espuma, mejoran las cualidades sensoriales (propiedades organolépticas) de los productos lácteos fermentados, galletas, mermeladas, el pan y la leche. La estructura molecular de la inulina resiste a la digestión en la parte superior del intestino, lo que evita su absorción y le permite continuar su recorrido intestinal hasta que llega al colon, donde se convierte en alimento para las bacterias allí presentes.

Estructuras químicas representativas de los principales prebióticos
Fructooligosacáridos (FOS), ej. inulina
Lactulosa
Galactooligosacáridos (GOS)
Xilooligosacáridos (XOS)